# Pagan (isola)
Pagan è un'isola vulcanica dell'oceano Pacifico appartenente alle Isole Marianne. Ha una superficie di 47,23 km² ed amministrativamente appartiene alla municipalità Isole Settentrionali delle Isole Marianne Settentrionali.
L'isola è stata recentemente abbandonata. Il villaggio abbandonato di Shomushon era la sede del sindaco e degli uffici amministrativi della municipalità. Attualmente tutti si sono trasferiti a Saipan.
La ricchezza dell'isola era legata alla presenza della miniera di Pozzolana.

## Collegamenti esterni

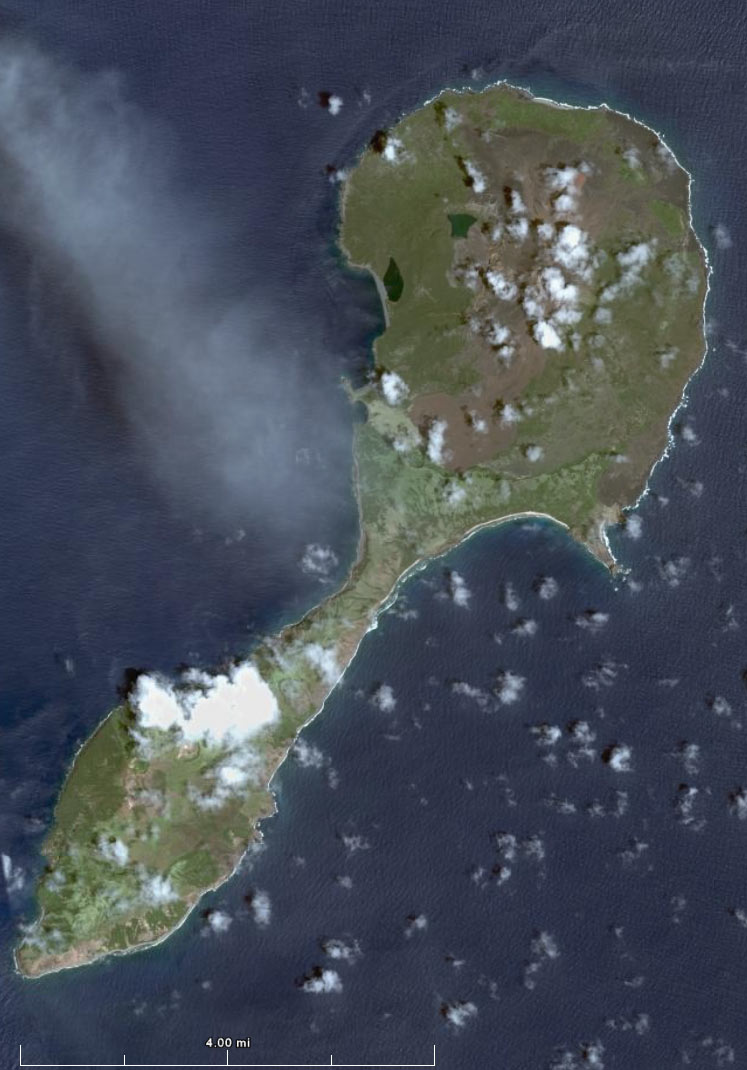